# Triplogyna ignitula
Triplogyna ignitula är en spindelart som först beskrevs av Eugen von Keyserling 1886.  Triplogyna ignitula ingår i släktet Triplogyna och familjen täckvävarspindlar. Inga underarter finns listade i Catalogue of Life.